# Mas d'en Palau (Aiguamúrcia)
El Mas d'en Palau és una obra del municipi d'Aiguamúrcia (Alt Camp) inclosa en l'Inventari del Patrimoni Arquitectònic de Catalunya.

## Descripció
El Mas d'En Palau està situat al municipi d'Aiguamúrcia, a un lloc aïllat i de difícil accés. La masia és d'enormes dimensions, i és formada per un conjunt d'edificacions adossades al nucli principal, d'acord amb les característiques pròpies de les cases pairals catalanes. Aquest edifici principal és de planta rectangular, amb coberta de teula a dues vessants i presenta obertures irregulars. Com a elements singulars s'hi poden esmentar les finestres circulars que es troben en un dels edificis adossats al cos central.

## Història
Aquest mas és el més important del municipi i un dels pocs que encara mantenen una funció agrícola. La finca té una extensió de més de 250 hectàrees conreades. D'acord amb l'opinió dels actuals propietaris, l'origen del mas es remunta al segle xv, i tenia la funció de pavelló de caça del castell de l'Albà. L'edificació ha sofert nombroses modificacions i ampliacions. El mas conserva abundant documentació des del segle xvi.